# Michael Quaas (Handballspieler)
Michael Quaas (* 27. Juni 1949 in Pirna) ist ein deutscher Handballtrainer und ehemaliger Handballspieler.
Die Familie Quaas zog früh nach Guben, wo Michael Quaas im Alter von 14 Jahren mit dem Handballspiel begann. Sein Vater Guido Quaas war ebenfalls Handballspieler, ebenso sein jüngerer Bruder Jochen Quaas.
Der 1,75 Meter große linke Außenspieler wechselte nach dem Abitur im Januar 1969 zum ASK Berlin, wo er als Sportsoldat Handball spielte. Als der Verein nach Frankfurt (Oder) verlegt wurde, ging Quaas mit und spielte beim neu gegründeten ASK Vorwärts Frankfurt zunächst in der zweiten Mannschaft. 1972 wechselte er in die erste Männer-Mannschaft, die in der DDR-Oberliga spielte. Er beendete seine Spielerkarriere im Jahr 1974.
Er trainierte fortan beim ASK Vorwärts Frankfurt, zunächst den Nachwuchs, dann die zweite Männer-Mannschaft und von 1980 bis 1988 zusammen mit Wilfried Weber die erste Männer-Mannschaft in der Oberliga. Zu seinen Erfolgen als Trainer in Frankfurt zählen  drei Vizemeistertitel. Ab 1988 war er Cheftrainer für den männlichen Bereich. Im Jahr 1990 schied er auf eigenen Wunsch aus; zu diesem Zeitpunkt hatte er den Rang eines NVA-Hauptmannes inne. Er wurde Landestrainer in Brandenburg und Lehrwart.
Von 1992 bis 2004 betrieb er als Pächter zusammen mit seiner Frau eine Tankstelle, die er aus gesundheitlichen Gründen abgab.
Als Trainer übernahm er beim Frankfurter HC die zweite Mannschaft, anschließend als Co-Trainer die erste Mannschaft in der Handball-Bundesliga. Zudem trainierte er die D-Jugend des Handballclubs.
Michael Quaas ist gelernter Chemiefaserfacharbeiter und Diplom-Sportlehrer. Er ist verheiratet und hat zwei Kinder.